# 2019冠狀病毒病朝鮮疫情
2019冠狀病毒病朝鮮疫情（朝鲜语：／），是在2019冠狀病毒病疫情中朝鲜民主主义人民共和国發生的情況。事件在2019年年尾於中華人民共和國湖北省武漢市首先爆發，其后向全球擴散，朝鮮境內长期以来未有官方公開的確診個案，但其周遭的中華人民共和國及大韓民國皆已有社區傳播情形。2020年7月26日，朝鲜中央通讯社报道称，一疑似病患于7月19日潜回朝鲜，成为该国官方确认的首名2019冠狀病毒病疑似患者。
2022年5月12日，朝鲜报告首例2019冠状病毒病确诊病例，朝鲜劳动党总书记金正恩召开劳动党中央政治局会议，表示将国家防疫工作转移到最大紧急防疫体系，而朝鮮境內所有市、郡將被封锁，工厂和生活单位進入封闭状态
。翌日，朝鮮政府報告超過1.8萬例疑似病例，其中有6例死亡，其中包括一例感染BA.2變異株變異株的死亡病例，並表示自4月下旬以来，有超过35萬例原因不明的发烧病例。朝鮮政府在5月14日指出，在前一日的報告中，新增逾17萬發燒病例、21人死亡。5月15日，朝鲜国家紧急防疫司令部表示，从13日晚上至14日下午6时朝鲜境内新增29.618万例发烧病例，新增死亡病例15例。截至7月9日，北韓累計個案超過476萬宗。

## 疾病名稱
朝鮮媒體使用「新型冠狀病毒感染症」（朝鲜语：／ Sinhyŏng Kʼoronapirusŭ Kam-yŏmjŭng）、「新型冠狀病毒」（朝鲜语：／ Sinhyŏng Kʼoronapirusŭ）稱呼相關疾病。

## 疫情

### 2020年
朝鮮中央電視台於2020年2月24日的報導指出，朝鮮已經隔離約380名外籍人士，其中包括境外出差者、相關接觸者及包括感冒在內的異常症狀者等，並對他們進行醫療檢測。報導另外指出，中國邊境接壤地區的接受醫學觀察者已達3000人。
3月1日，《勞動新聞》發表「為了防止病毒傳染病的宣傳和防疫事業強度的高度展開」一文，指出平安南道和江原道分别有2420名及1500多名的接受醫學觀察者。
韓國聯合通訊社於3月8日引述朝鮮中央廣播電台訊息指，朝鮮已分別解除江原道約1020餘人和慈江道約2630餘人，共約3650人的隔離醫學觀察。翌日，《勞動新聞》引述朝鮮中央應急防疫指揮部訊息，指出截至當日，共有9930人遭到隔離進行醫學觀察，其中包括380多名外國人。
朝鮮中央通訊社於3月20日報導，指出朝鮮政府解除約8360名隔離醫學觀察者，解除醫學觀察人數分别為平安南北道4300多人、江原道1430多人、慈江道2630多人，其中外籍人士有3人尚在隔離，其餘無症狀的外籍人士皆解除隔離醫學觀察。
3月26日，英國《金融時報》引述知情人士訊息指出，朝鮮當前有590人接受了病毒檢測，均為1月從海外返國的人員，測試結果均為陰性。翌日，朝鮮中央通訊社報導指出，朝鮮境內尚有約2280人接受隔離醫學觀察，並有1名外籍人士解除隔離醫學觀察。
朝鮮截至3月31日仍聲稱境內並沒有任何確診及死亡案例，中央應急防疫指揮部部長朴明洙於4月2日受法新社採訪時堅稱，朝鮮採取的防疫措施完全成功，重申朝鮮沒有任何確診及死亡案例。
由美國政府資助的自由亞洲電台於4月18日指出，朝鮮政府官员公開演講時，告訴民眾境內在3月底即有相關疫情但未透露實際數字，病例分佈在北韓首都平壤、西南部的黃海南道，以及與中國大陸接壤的咸鏡北道。朝鮮中央通訊社則於報導表示，政府已將陸海空全面封鎖，查看是否還有讓病毒進入的空間，而全境封鎖將持續到相關疫情得到控制為止，另引述消息指，在中央應急防疫指揮部的統籌部署下，全黨、全國和全社會在進一步加大防疫工作力度，嚴格檢查疫情輸入，防止出現絲毫漏洞。
脫北者所創辦的「每日北韓」於4月24日引述中國訊息人士指，咸鏡北道有脫北者在20日下午試圖透過圖們江偷渡到中國而遭邊境的中國人民解放軍射擊，因傷勢嚴重而送往中國吉林省龍井市的醫院進行治療，對於2019冠狀病毒病的篩檢為陽性反應，該醫院立即進入緊急狀況，不僅將該名傷患隔離，同時也嚴格管控當地民眾進入醫院的途徑。該報亦於當日引述消息指，有8名金正淑教員大學學生在3月時違反朝鮮社交距離限制並播放西方音樂跳舞，警方沒收其音樂播放器並拘捕涉事學生，但警方未對學生進行懲罰，校方則考慮開除涉事學生的學籍。
7月25日，朝鮮勞動黨委員長金正恩緊急召開中央政治局擴大會議，宣布封鎖開城特別市並實施緊急狀態。朝鮮中央通訊社於翌日指出，實施緊急狀態的原因為該地區有疑似確診案例，該名越北者在三年前脫北，並於該月16日非法越境返國，報導中並未明確交代該患者是否已接受病毒檢測，僅表示是透過上呼吸器官分泌物和血液的多項醫學檢查所得出的不確定結果。對此，韓國軍方在當日下午證實該名越境者是居住在京畿道金浦市的脫北者，韓國衛生部部長則在27日表示該名金姓越境者並不是韓國疫情已知的患者，也不是相關的密切接觸者。朝鮮勞動黨政治局在8月14日舉行會議，決定解除開城特別市的封鎖措施。

### 2022年
朝鲜劳动党第八届中央委员会第八次政治局会议在2022年5月12日召開，國家應急防疫指揮部及相關單位就5月8日在首都平壤某團體的發熱人群中採集的樣本進行基因測序，指出朝鮮首例的確診病例所感染的病毒株與BA.2變異株一致。翌日，朝鮮政府透過朝鮮中央通訊社表示，自2022年4月底，有超過35萬例原因不明的發燒個案，其中有16.22萬例已治癒，但在5月12日當日新增1.8萬例原因不明的發燒個案，並有18.78萬多例被隔離接受治療，而同日報告有6例死亡，並包含一例感染BA.2變異株的死亡個案。5月14日，朝鲜劳动党总书记金正恩召开劳动党中央政治局協調會，國家應急防疫指揮部就5月13日的疫情進行報告，指當日新增17萬4440多例原因不明的發燒個案，並有8萬1430多例已治癒及21例死亡。國家應急防疫指揮部在5月15日發佈全國疫情通報指出，自5月13日晚間至14日18時，全國新增29萬6180多例原因不明的發燒個案，並有25萬2400已治癒及15人死亡。
5月13日起，朝鲜开始公布原因不明的发热病例情况。
| 时间                  | 新增发热病例 | 累计发热病例  | 新增发热死亡 | 累计发热死亡 | 新增确诊死亡 | 累计确诊死亡 |
| --------------------- | ------------ | ------------- | ------------ | ------------ | ------------ | ------------ |
| 5月12日               | 超过18,000   | 超过350,000   | 6            | 6            |              | 1            |
| 5月13日               | 超过174,400  | 超过524,400   | 21           | 27           |              |              |
| 5月13日晚上至14日18时 | 超过296,180  | 超过820,620   | 15           | 42           |              |              |
| 5月14日18时至15日18时 | 超过392,920  | 超过1,213,550 | 8            | 50           |              |              |
| 5月15日18时至16日18时 | 超过269,510  | 超过1,483,060 | 6            | 56           |              |              |
| 5月16日18时至17日18时 | 超过232,880  | 超过1,715,950 | 6            | 62           |              |              |
| 5月17日18时至18日18时 | 超过262,270  | 超过1,978,230 | 1            | 63           |              |              |
| 5月18日18时至19日18时 | 超过263,370  | 超过2,241,610 | 2            | 65           |              |              |
| 5月19日18时至20日18时 | 超过219,030  | 超过2,460,640 | 1            | 66           |              |              |
| 5月20日18时至21日18时 | 超过186,090  | 超过2,646,730 | 1            | 67           |              |              |

7月1日，朝鲜中央电视台引述国家紧急防疫司令部流调结果报道称，本轮朝鲜疫情源自4月中旬从江原道金刚郡伊布里前往平壤的人员，其接触了“异己物品”。尽管朝鲜并没有直接将疫情归咎于韩国，但其国家紧急防疫司令部警告民众在处置“气球”、风或“其他气候现象”带入边境的外来物品时要“提高警惕”。朝中社表示，4月中旬伊布里几名出现了症状的人前往平壤，该病毒后来在全国传播。政府敦促朝鲜人要立即报告进入边境的物品，并表示防疫工作人员应“严格处理这些物品”。不过韩国官员推测该病毒可能是通过朝中边界进入的。
据朝中社8月5日报道，朝鲜官方数据显示，该国最近一周无新增发热病例，且所有发热病例均已痊愈，标志着朝鲜“首轮疫情浪潮已结束”。目前，朝鲜累计确诊发热病例约477万人，累计死亡74人，所有发热病例均已痊愈。

### 2023年
1月25日，NK News表示，當局平壤下令封城5天。市民不能外出，每天必須提交多次體溫量度報告。有關公告沒有提及是否涉及新冠疫情，官方傳媒亦沒有相關報道。外界專家推測當地正面對另一波新型冠狀病毒疫情。同日，俄羅斯駐朝鲜大使館轉發從朝鲜外务省禮賓司收到的照會，通報朝鲜國家緊急抗疫司令部在流感復發患者人數增加的背景下採取的措施和其他冬季呼吸道疾病，包括，1月25日0時至1月29日24時，平壤設立為期5天的防疫特殊時期；按照防疫要求，每天自主測量體溫4次，並於指定時間前以電話報告給平壤的醫院等。1月30日，俄羅斯駐朝鲜大使館轉發從朝鲜外交部收到的照會，告知1月30日0時起集中隔離期結束。

## 疫苗及藥物相關

### 2020年
2月26日，朝鲜外宣媒體今日朝鮮引述訊息指國家科學院微生物研究所正在研發新型冠狀病毒疫苗，而平壤醫學大學正在為防止流感病毒及冠狀病毒的特效藥進行臨床研究。該報導亦提及高丽医学科学院正以艾草、大蒜、薑黃等藥物對抗病毒噴霧劑的製作進行深入研究。翌日，朝鮮政府表示，針對發病及疫情擴散等問題，已自主建立相關檢測方式。
朝鮮保健省中央衛生防疫所所長金哲洙於3月7日透過朝鲜外宣媒體《錦繡江山》的採訪表示，朝鲜正在全力研製快篩試劑與相關防護對策。而朝鮮中央通訊社於3月11日報導指出，朝鮮國家科學院微生物研究所透過朝鮮特有的技術已研發廣泛型抗病毒藥物，在對於新型流感病毒與禽流感病毒的臨床研究上，發現比對於特定病毒的特效藥效果還要高，並表示這樣的結果能促使朝鮮進一步開發新型冠狀病毒疫苗。當日，《勞動新聞》亦指出，與中國接壤的平安北道定州市動員布料和服裝工廠生產口罩，衛生防疫所和醫藥品管理所也將進一步加大消毒液生產力度。
《勞動新聞》於3月15日報導指出，朝鮮國家科學院微生物研究所已研發可攜式檢測工具以替代PCR的大型設備，並指出在一般實驗室水平上也能迅速檢測出新型冠狀病毒的基因，朝鮮當局表示該研究正在進行最後階段的工作。朝鮮中央通訊社則於3月21日報導指出，金日成综合大学、金策工業綜合大學及平壤醫學大學等學校皆在致力進行防疫所需的抗病毒相關研究與設備製作。
吉利德科學公司於5月13日宣布與邁蘭、Ferozsons實驗室、Cipla、Hetero藥廠及Jubilant公司等5家藥廠達成協議，在美國以外的127個國家與區域允許生產瑞德西韋，其中授權的127個國家與區域包含朝鮮。

### 2021年
2021年1月5日，美國《華爾街日報》指，朝鮮已向COVAX提出獲取疫苗的申請，對此全球疫苗免疫聯盟則拒絕回應媒體所提出有關朝鮮是否提出申請，COVAX隨後在2021年2月3日公布首批配送名單，朝鮮預計可獲得199.2萬劑由印度血清研究所生產的牛津－阿斯利康2019冠状病毒病疫苗。COVAX在3月3日表示，计划在同年2月到5月向朝鲜提供170.4万剂疫苗，聯合國兒童基金會則在3月13日表示，已接獲包含北韓在內的所有國家所遞出的疫苗接種計畫。世界衛生組織駐朝鮮辦事處處長在4月時表示，全球疫苗免疫聯盟由於供應短缺，使得分配給朝鮮的疫苗交貨已經延期。隨後，韓國統一部在5月時表示，原本應在5月底透過COVAX運送給北韓的疫苗，但相關諮詢工作仍在進行，使得朝鮮取得分配的疫苗再度延遲。對此，朝鮮政府在世界衛生大會指控某些國家壟斷疫苗供應，造成全球疫苗供應的瓶頸，稱「有些國家無法取得疫苗，但有些國家卻取得並囤積超過自身需要的疫苗」，而就多次疫苗分配延期，朝鮮政府曾多次要求COVAX出貨，並批評是因為部份國家疫苗和政治攪在一塊的不平等待遇。
美國總統喬·拜登在6月10日與美國藥廠輝瑞執行長聯合宣布，將購買5億劑辉瑞－BioNTech 2019冠状病毒病疫苗，供應給全球中低收入國家協助抗疫，美國國務院及全球疫苗免疫聯盟則證實，美國所購得5億劑疫苗愈急欲2021年8月起配送，而分配對象包含朝鮮。美國國務院發言人內德·普萊斯則在7月22日的例行發佈會表示，美國並沒有與朝鮮分享疫苗的計劃。
韓國國家情報局附屬的智庫國家安全戰略研究所在7月9日發表報告指出，平壤當局目前正考慮選用其他疫苗，並表示希望獲得俄羅斯免費捐贈疫苗，亦分析朝鮮拒絕牛津－阿斯利康2019冠状病毒病疫苗的原因是擔心其所引發的罕見血栓等副作用，而拒絕中國製疫苗則是認為效力可能不足。對此，俄羅斯外交部長謝爾蓋·維克托羅維奇·拉夫羅夫早在7月7日即表示，莫斯科已經多次向平壤表示願意提供疫苗。聯合國兒童基金會發言人則就疫苗援助工作開展情況表示，朝方尚未走完從保障機制獲取疫苗所需的流程，基金會方面正在向朝提供相關技術支援。
世界衛生組織駐平壤辦事處處長於8月19日指出，COVAX向朝鮮分配297萬劑克爾來福2019冠狀病毒病疫苗，並表示已向朝方提議提供疫苗運輸支援基金，若朝鮮同意則世界衛生組織與聯合國兒童基金會將準備向全球疫苗免疫聯盟提交提議書，全球疫苗免疫聯盟發言人則向自由廣播電台證實相關分配計畫，並稱正與朝方進行對話。《華爾街日報》隨後在9月1日報導，代表COVAX並協助運送疫苗的聯合國兒童基金會發言人表示，朝鮮保健省拒絕克爾來福2019冠狀病毒病疫苗，朝鮮當局表示相關疫苗應配給其他疫情較更為嚴重的國家。

## 反應與影響
2020年1月22日，朝鮮民主主義人民共和國對所有外國旅客關閉邊境，以防止病毒擴散至境內。这是2014年10月以來首次關閉邊境。1月28日，平壤當局要求開城南北共同聯絡事務所的韓國人員全體配戴口罩，所有經中國入境的外國人也必須隔離1個月。朝鲜官方媒體《勞動新聞》於1月30日發表「謀求徹底防範新型冠狀病毒感染的應急對策」一文，文中報導朝鮮中央、道、市、郡各級政府設立應急防疫指揮部，同时北京至平壤间K27/28次列车暂停国际联运。31日，朝鲜全面停运朝中旅客列车（平壤至丹东间95/85次，满浦至集安间7263/8271次），亦暫停平壤至國外的所有飛機、列車及船舶運作。
韓國貿易協會指出，朝鮮當局在2020年10月10日朝鮮勞動黨建黨紀念日之前，即以防止疫情流入为由加強邊境檢疫，事实上中斷了與中國之間的貿易往來。来自韓國國家情報院的消息也指出，朝鮮當局已关闭与中國之间的邊境通道，并在中朝接壤地區埋設地雷。除在中朝边境采取措施，据朝鮮中央通訊社在11月29日的報導，朝鮮當局針對兩韓的軍事分界线及海上分界線等邊境區域，也已加強封鎖和管控措施。
2023年8月末，當局批准境外公民回國，並須接受一周醫學觀察。

### 政府及社會防疫情況

#### 2020年
2月4日，朝鲜民主主义人民共和国政府宣布成立中央應急防疫指揮部，每日投入3萬多名衛生人員對居民進行檢查。
2月11日，紅十字會與紅新月會國際聯合會的報告指出，朝鲜民主主义人民共和国红十字会受朝鮮保健省請求，在中國邊境地區投入500名防疫志工，而在其報告中僅有提及有關防疫事態之相關合作，並未表明疫情是否擴散至朝鲜。
2月22日，《勞動新聞》引述中央應急防疫指揮部消息，針對中國大陸與韓國爆發社區感染疫情，發表「大家都要徹底戴口罩」一文，指在野外、公共場所等未戴口罩將視同犯罪行為，並再次重申朝鮮境內仍未有任何確診案例。朝鮮中央電視台報導稱，朝鮮對外文化聯絡委員會已備好6萬片口罩，嚴防病毒流入。
《勞動新聞》於2月23日發表「嚴格檢查進口物資的防疫」一文，表示會將自境外進口的物品隔離10日並於封閉場所消毒後，確立相關程序後才會在境內傳輸。《民主朝鮮》也在同日發出報導，除了重申朝鮮境內沒有確診案例外，亦表示中央應急防疫指揮部已確立相關防疫措施，並向各區地方政府提供19種防疫方式。
2月25日，《勞動新聞》引述中央應急防疫指揮部消息，表示為防止病毒感染，應避免近距離接觸，同時也鼓勵人民避免出入公共場所。當日新聞報導亦指出，在全國緊張防疫的情況下，應嚴格禁止在餐廳聚餐和在公共場所聚會等行為。該日，朝鮮政府刊登「如何選擇口罩與使用方法」及中國大陸、韓國等海外國家和地區疫情狀態與防疫措施等文章。
2月27日，朝鮮政府表示，為了防止新型冠狀病毒感染，會加強校園間的消毒等防疫工作、延後全國所有學校的開學時間，以及加強對學生的健康檢查與醫學觀察。朝鮮中央廣播電台的報導指出，朝鮮政府鼓勵中小學教師和家長就學生的健康狀況保持緊密聯繫，並建議各地幼兒園、托兒所等嬰幼兒託管機構做好室內通風消毒，並儘量避免戶外活動。保健省副局長接受媒體採訪時表示，朝鮮將維持封鎖國境至疫情結束為止。

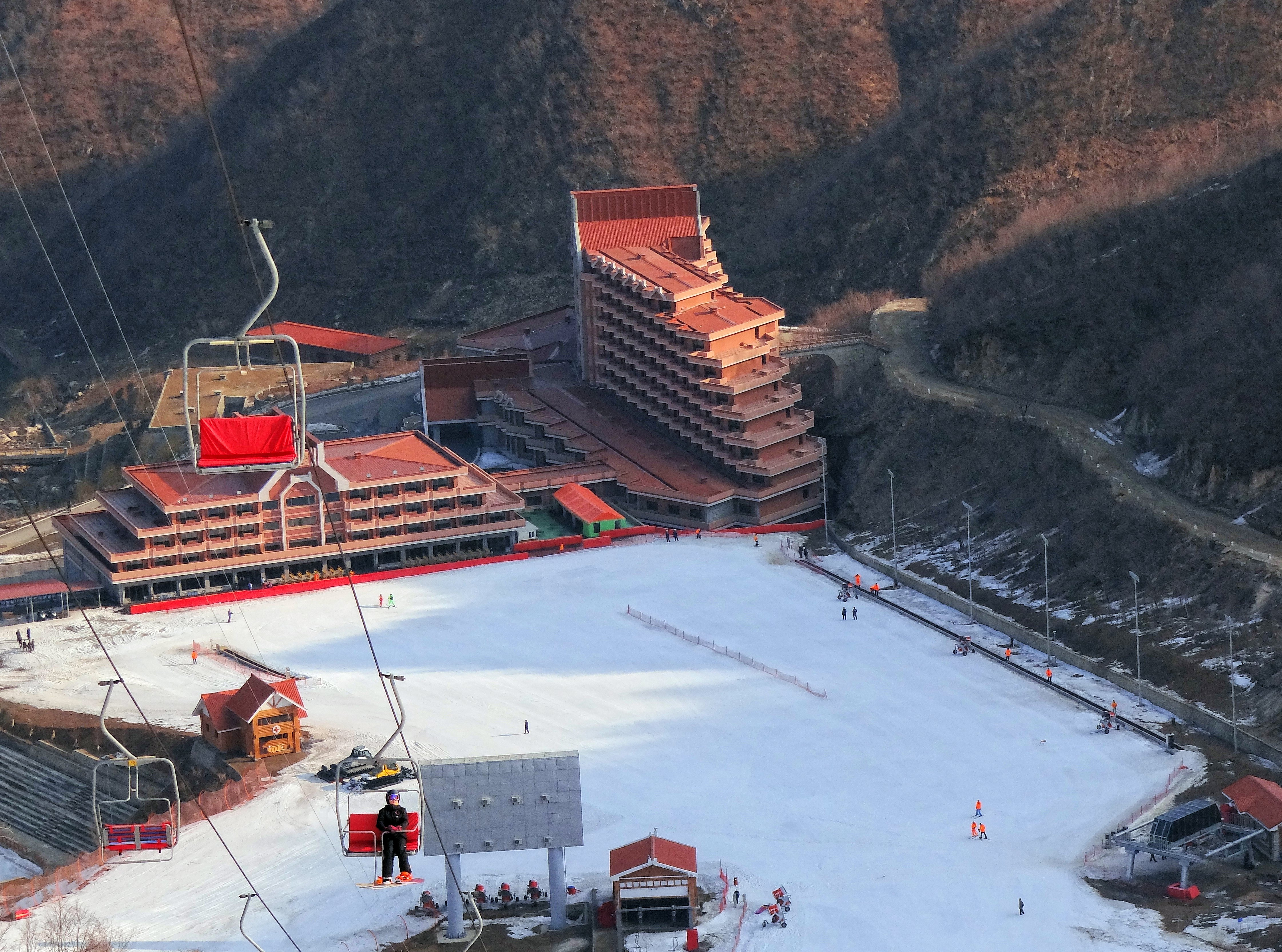
馬息嶺滑雪場於疫情期間因應朝鮮防疫政策而關閉。

朝鮮勞動黨委員長金正恩於2月29日在平壤召開勞動黨中央政治局擴大會議。據朝鮮中央通訊社報導，金正恩在會議中表示，此次疾病擴散速度極快、潛伏期也不確定性、沒有科學弄清擴散途徑的情況下，流入境內的後果非常嚴重，並討論了科學地、先發製人地、封鎖性地防控感染疫情的流入和擴散的對策問題。金正恩在会上还指出，“在国家防疫体系内不允许有任何特殊，各部门、各单位必须无条件地绝对服从并坚决执行中央紧急防疫工作指挥部的指挥和监督”。《勞動新聞》報導表示，金正恩於會議中下令，修改並補充《國家緊急防疫法》，嚴謹重整國家危機管理規定，積極推進補充完善防疫手段、體系和法律的工作。截至二月底，朝鮮因應疫情關閉滑雪場、溫泉旅館等公共設施。
3月1日《勞動新聞》報導稱，醫學觀察者當中有罹患心臟病、支氣管炎、高血壓等疾病，當局正積極制定醫療方案。《勞動新聞》當日引述朝鮮相關衛生防疫機關訊息指，朝鮮當局嚴禁居民在河川捕魚，同時要求居民應飲用煮沸後的開水。
今日朝鮮於3月4日報導指出，受到延期開學政策延後的影響，托兒所服務中斷，導致女性勞工無法工作，且該政策對於雙薪家庭也帶來衝擊。朝鮮政府當日解除外交官隔離限制，俄羅斯駐平壤大使館除透過Facebook上傳相關證明書外，亦表示平壤已開始逐漸有商店恢復運作。而路透社報導指，印度尼西亞駐朝鮮大使透過Instagram上傳診斷證明表示感謝真主的保佑，瑞典駐朝鮮大使館大使Joachim Bergström則透過推特上傳於金日成廣場前的照片，表示「並沒有比現在更幸福過」。同日，國際紅十字會駐聯合國代表透過美國之音表示，該會駐平壤辦公室的3名職員的隔離期滿，並表示正在積極安排聯合國安全理事會對朝制裁委員會通過紅十字會與紅新月會國際聯合會的向朝鮮提供醫療設備與診斷試劑的救援物資制裁豁免的後續方案，對於朝鮮沒有確診案例則表示，該會沒有能力直接確定是否有相關感染疫情。
3月5日，《勞動新聞》再次介紹有關此次疾病的相關注意事項，並發表「老人不能不關心也不必過於害怕」一文，再次提醒老年人正確的預防方法，表示目前該疾病目前沒有相關有效藥物，所以不能服用來源不明的預防藥物。另外，該報指出，朝鮮政府正在針對新義州市一帶居民的飲用水進行水質檢查，並向所有家庭提供消毒用品。
朝鮮中央通訊社於3月6日指，進行隔離醫學觀察的380名外籍人士，共有221名解除隔離醫學觀察。報導指出，中央應急防疫指揮部為了保障相關對象需求，正在要求國家計劃委員會等中央機關確保防疫用品充足並加強相關物資的生產。翌日，《勞動新聞》發表「徹底建立老人與幼兒健康保護對策」一文，指朝鮮正在優先對於患有心臟疾病及高血壓的老人進行醫學觀察，並消毒朝鮮各地的養老院，針對延後開學的學生亦展開自主家庭管理，禁止學生於防疫期間外出。而有消息指出，朝鮮防疫用品因全球個人衛生用品求激增，導致籌措過程產生困難。
韓國聯合通訊社於3月8日指出朝鮮針對已解除隔離措施的人員加強1個月內的醫學監控，並正在製定組織工作計劃，以防出現問題。翌日，《勞動新聞》指出朝鮮外交團事業局幹部們備置並保障必需物資以免接受醫學觀察的職工感得任何不便，白頭山英雄青年突擊隊聯合指揮部屬下單位幹部給當地居民提供了很多糧食。翌日，該報發表「嚴格按照規定解除隔離」一文，詳細介紹朝鮮的防疫方針，並於報導指出相關隔離分級，第一級危險限制為自外國入境者，須受隔離醫學觀察，第二級危險限制則為與入境者接觸之居民，指出第二級限制的防疫處理為居家隔離。
朝鮮外宣媒體我們民族之間於3月10日發表「為人民生命安全的國家重大事件」一文，文中指出朝鮮不惜承擔巨大的經濟損失，採取超特級防疫措施，此為朝鮮政府首次透過媒體表示疫情對於國家經濟的影響。翌日，《勞動新聞》發表「進口物資處理中必須遵守的重要要求」一文，公開朝鮮針對進口物資防疫的新方針，從消毒藥的規格到消毒方式、防疫服和設備規定都進行仔細介紹。當日，朝鮮外宣媒體《回聲》傳達訊息指，世界衛生組織將相關疫情視為全球流行病後，朝鮮沒有相關確診病例，是史上首次防控相關疫情的發生。
朝鮮於3月13日解除隔離1710人的醫學觀察，其中包含70名外籍人士，並再次重申境內並沒有確診案例的立場。翌日，《勞動新聞》指出，朝鮮在平安南道共生產了20萬個口罩，並提供平安北道正在接受隔離醫學觀察者肉類、魚類及雞蛋等食品。報導亦指出，政府正在積極策劃黄海南道生產防護衣、護目鏡、防塵鞋等醫療用品，並建立消毒藥品的生產基地，黃海北道等地區亦積極展開相關防疫生產事業。朝鮮中央通訊社則於14日的報導指出，為了追蹤疫情在世界傳播狀況、預防和治療對策，朝鮮決定繼續延後停課政策並加強衛生宣傳。
朝鮮勞動黨委員長金正恩於3月17日出席「平壤綜合醫院開工典禮」，稱「去年年末的國家會議中，對自己國家首都都沒有建設好的現代醫療保健設施」表達心痛的批評，而金正恩在開工儀式的致詞並未提及相關疫情。韓國對北專家分析說，金正恩的此次行動刻畫了作為最高領導人的“愛民政府”，是為了鞏固內部團結，並指出相關建設有豆腐渣工程的可能性。另有分析认为，金正恩在建设工人聚集的工地现场出席活动并发表讲话的情况实属少见，此舉可能为现在制裁长期化和全力应对新冠疫情的背景下迅速改善医疗基础设施的决心。
針對國際組織對朝鮮援助救援物資的部分，無國界醫生表示相關物資已抵達至中國，正在調整相關物資輸入朝鮮的時間，紅十字會與紅新月會國際聯合會則指出物資已抵達中國丹東，預計當周可以運入朝鮮。翌日，朝鮮國家質量監督檢驗檢疫總局召開緊急會議，指出將向港口和邊境等地區提供防疫服等醫療檢疫器材和消毒藥，並對入境者及物資進行檢查、檢疫和消毒並進行有責任感的教育。朝鲜劳动党中央宣传鼓动部第一副部長金與正於3月22日發表談話，指金正恩收到時任美國總統唐納·川普來函，說明有意推動兩國的關係，並對金正恩為保護人民致力抗疫表示感動，稱願加強抗疫合作。
日本共同社於3月24日指出，朝鮮受到此次疫情影響，於1月至2月期間，出口至中國的貿易金額比同期下降了百分之71.9，自中國進口的貿易金額也比同期下降百分之21.3，而中國人因疫情中斷至朝鮮的旅遊也對朝鮮賺取外匯產生打擊，部分專家認為此次疫情造成的經濟影響可能造成朝鮮的日用品短缺。而據《朝日新聞》報導，日本外務大臣茂木敏充於內閣會議的例行記者會指出，對於鄰近中國及韓國的朝鮮，連續兩個月完全沒人確診「感到奇蹟」。
《勞動新聞》於3月26日報導指出朝鮮中央銀行對現金紙幣進行紫外線消毒作業，嚴防疫情擴散。
朝鮮於3月31日要求民眾絕對服從中央公共衛生委員會下達的指示，強調不會姑息任何例外情況，但朝鮮官方媒體報導並未提及相關懲罰具體力度。當日，無國界醫生表示援北物資已抵達北韓。
俄羅斯駐平壤大使館於當日在Facebook帳號上發文稱，北韓外務省儀禮局當天向駐平壤外國使館和國際機構代表發送公函，進一步放寬防疫管制。對此，美國有線電視新聞網則引述駐韓美軍司令羅伯特·艾布蘭消息指，按照美軍所收集到的所有情報來看，朝鮮不可能到現在還是零感染。
韓國統一部表示，受到朝鮮封鎖國境及其他國家關閉邊境影響，2020年第一季逃離朝鮮投奔韓國的脫北者只有135人，較去年同期減少41%，也創2009年以來新低。135名脫北者當中，共分別有39名男性及96名女性。
朝鮮原宣布於4月10日召開最高人民會議，此次參與會議的代議士不同過去的事前登記，而是採取當日現場登記。在召開最高人民會議前，朝鮮勞動黨召開中央政治局會議。但此次朝鮮勞動黨中央政治局會議於4月11日召開，原預計10日召開的最高人民會議延期，並決議採取更強措施來對抗迅速擴散的疫情，但未提及境內是否出現任何感染病例，而《朝鮮中央通訊社》所公布的中央政治局會議照片，包括金正恩在內的所有與會人員無人佩戴口罩，或採取梅花座方式保持社交距離。韓國統一研究院朝鮮研究所所長洪旻對於此次朝鮮預定召開的第14屆第3次最高人民會議針對疫情的討論表示，朝鮮將相關細部任務縮小到符合現實的情形才是面對疫情的當務之急。
4月12日，朝鮮於平壤萬壽台召開因故延期的最高人民會議，朝鮮勞動黨委員長金正恩並沒有出席此次會議。為應對此次疫情並考量平壤綜合醫院的建設預算，保健部門在本年度的預算自5.8%提升至7.4%，而《勞動新聞》所公布的會議照片中，參與此次會議的代議士皆未戴口罩。
朝鮮外宣媒體“我的國家”報導指出，朝鮮在4月20日開始解除因應疫情延後開學的政策，開始分批恢復教學，朝鮮境內的大學學生與高三學生為首批開學的學生。朝鮮保健省則於4月22日開通「人民保健」網站，旨在宣傳國家衛生政策及技術研究成果等，而隨著疫情的影響，該網站亦介紹朝鮮政府的防疫政策與措施。韓國聯合新聞通訊社於6月1日引述朝鮮中央廣播電臺訊息指，朝鮮境內各小學、國中和高中自6月初展開新學期，但托嬰中心和幼稚園仍因疫情維持關閉。
6月22日，「每日北韓」表示朝鮮教育省以中國疫情蔓延為由，下令北韓各級學校自7月1日起「放假」，並要求各級學校於6月29日及30日完成消毒工作。朝鮮勞動黨在7月2日召開第7屆中央委員會第14次政治局擴大會議，朝鮮勞動黨委員長金正恩在會議上批評緊急防疫系統鬆懈，並指示重新檢查防疫工作，《勞動新聞》則在7月5日發表「嚴格貫徹勞動黨第7屆中央委員會第14次政治局擴大會議決定」評論，指出朝鮮人民應盡可能加強警惕，不得放鬆和自滿，對疫情實施「最高級別警戒」，並表示絕不能讓個別單位和個人的行動危及防疫事業。
《民主朝鲜》於11月1日指出，朝鮮當局為了防範疫情風險，特制定《緊急防疫法》，其適用對象除朝鮮人民外，亦包含在朝鮮境內的外籍人士，並指出在朝鮮境內的外籍人士受此法律訂定之義務，需絕對服從朝鮮政府所實施的緊急防疫措施。
韓國國際廣播電台於12月2日引述朝鮮中央廣播電臺訊息指，朝鮮當局再次將防疫級別上升至最高級，並限制各地區之人員移動，部分商店、餐廳、三溫暖等暫停營業，以及各單位會議改用視訊進行。「每日北韓」隨後在12月5日指出江原道貿易管理局一名幹部無視政府防疫政策，與家人至金剛山國際觀光特別區九嶺瀑布和九龍淵賞楓，事後進行隔離但隔離期未滿即遭逮捕並被判處死刑，其家人則都被驅逐到江原道法東郡的農村。朝鮮當局在道黨教育材料提及此事時，抨擊該名官員違反防疫規定，並稱「沒有資格生活在祖國的懷抱」。

#### 2021年
駐平壤的捷克、俄罗斯外交官在2021年2月表示，白糖、食用油、面粉等基础生活必需品在平壤已经连续几个月很难买到，经常发生停电，甚至连往常不停电的大使馆区也停电。俄羅斯外交部於2月底透過社群媒體表示，8名俄羅斯駐朝鮮外交官和家眷推著軌道台車穿越圖們江上的大橋入境俄羅斯前往符拉迪沃斯托克國際機場。
3月18日，由于防疫政策日益严苛，驻朝鲜的爱尔兰非政府组织“Concern Worldwide（关注世界）”、联合国下属的世界粮食署平壤办事处的处长和信息通信技术专家离开朝鲜，标志着朝鲜的外国非政府组织全部撤离。俄羅斯駐朝鮮大使館在4月1日公開信件表示，包括藥物在內的基本生活物資，在平壤都難以獲取，健康問題無法得到治療，同時人身自由極度受限，並指出仍滯留平壤的外國人不到300人。
日本「共同通訊社」指出，俄羅斯外交官及其家屬約有90人搭乘客運列車離開朝鮮抵達俄羅斯濱海邊疆區哈桑。對此，俄羅斯駐平壤大使館在7月5日證實並表示因國境嚴格封鎖，過去2年未能進行崗位交接，派遣合同到期的所有人員直到最近才離開朝鮮，回國人員中有外交官、醫生、行政人員、技術人員。

#### 2022年
朝鲜劳动党中央政治局在5月12日就Omicron變異株輸入境內事態表示决定实施国家检疫项目作为最大的紧急检疫制度，朝鲜全国各道、市、郡全部封锁，按工作单位、生产单位、生活单位采取隔绝措施，並在翌日宣布啟動「全居民密集篩查」，表示將積極採取應急措施全部查找、徹底隔離並治療發熱患者和可疑症狀人員。截至5月15日，朝鮮政府總共派員134.9萬餘人參加衛生宣傳、檢驗檢疫、治療工作，全部篩查、徹底隔離並救治發燒患者和可疑症狀人員，並表示由於缺乏對於疾病的瞭解而不大理解治療方式，導致因用藥不慎致死的人佔死亡比例多數，因此也展開糾正認知錯誤的工作。另一方面，除了平壤外，朝鮮政府表示為了切斷疫情在慈江道一帶傳播，正在開展高強度防疫工作，慈江道下的雩時郡、慈城郡也緊急強化防疫網，採取強有力的封鎖措施，而松源郡、城干郡、狼林郡等地也增設防疫及監視哨所進行嚴格消毒，並對異常現象給予特別注意。朝鲜劳动党中央政治局在5月16日再次召開協調會，朝鮮勞動黨總書記金正恩下达了「关于投入人民军军医部门的强大力量来立即稳定平壤市内医药品供应工作」的朝鲜劳动党中央军事委员会特别命令，並严厉批评了内阁和保健部门的不负责任的工作态度和部署执行力。
朝鲜中央电视台自5月15日起播放官方防疫宣傳片教育民眾認識及應對在當地流行的Omicron BA.2亞型病毒，宣傳片稱雖然該病毒的傳染性強，但症狀輕微，需要住院治療的患者數量很少，再感染的風險更低，致死率比Delta變異病毒低75%，感染者中93%屬於輕症，只需門診或居家治療，患者一般在第5天恢復健康，還建議民眾如受到感染，要科學治療，不可過度服用藥物。該防疫宣傳片亦被轉載到中國的微博，但因為不符合中國官方当时對Omicron BA.2亞型病毒採取的嚴格封控措施及清零政策，在微博遭到下架及屏蔽，但有記者發現少數網友上傳的該影片片段仍可播放。金正恩在劳动党中央政治局会议上公开表示“最好积极学习中国党和人民在抗击疫情斗争中已取得的先进而丰富的防疫成果和经验”，并且同样实行了严格的封控措施，但与中国在指定地点集中隔离不同，朝鲜以居家隔离为主。。
5月29日，部分媒体表示朝鲜已经解除部分或全部封控措施，恢复正常生产生活秩序，但未得到朝鲜官方证实。
8月11日，金正恩宣布朝鲜彻底消灭新冠病毒，並且取得防疫战的胜利。當天起「最緊急防疫體系」降級為「正常防疫體系」。金與正表示，疫情期間金正恩一度高燒病重。她將北韓疫情歸咎南韓的傳單散播病毒，聲言會報復反制。朝中社表示三個月的疫情有470多萬發燒患者治愈，致命率為0.0016%。

#### 2023年以後
2023年8月16日，韩联社报导，中朝友谊桥有客运大巴通行，多辆大巴载着大批朝鲜居民赴华。同日，韓聯社和日本共同社指，大约数十名朝鲜运动员抵达中国边境城市丹東，预计将乘火车前往北京，以抵哈萨克斯坦参加国际跆拳道比赛。
8月22日，朝鲜高丽航空的一架客机早上从平壤顺安国际机场起飞，並於北京首都国际机场着陆，该班机于当天下午返回平壤，载有朝鲜乘客。因疫情停飞的朝中国际航线时隔3年零7个月复航。
8月23日，中國民航局回應路透社查詢時表示，已批准高麗航空自3月26日至10月28日期間，每週二、四、六飛行平壤與北京之間的航班。
8月27日，朝中社報導，國家緊急防疫指揮部在26日發表聲明，表示當局批准在外的公民回国，返國人士將在隔離病房接受為期一周的醫學觀察。
9月25日，据中国央视新闻报道，朝鲜宣布从当天起外国人可依照规定入境朝鲜，但入境后需接受2天医学隔离。
2024年2月9日，100名俄羅斯遊客首次在平壤國際機場落地，到訪人士包括旅遊業代表、媒體和從加里寧格勒到符拉迪沃斯托克等俄羅斯各地的遊客，成為疫情後第一批外國旅遊團進入北韓。

### 朝韓關係

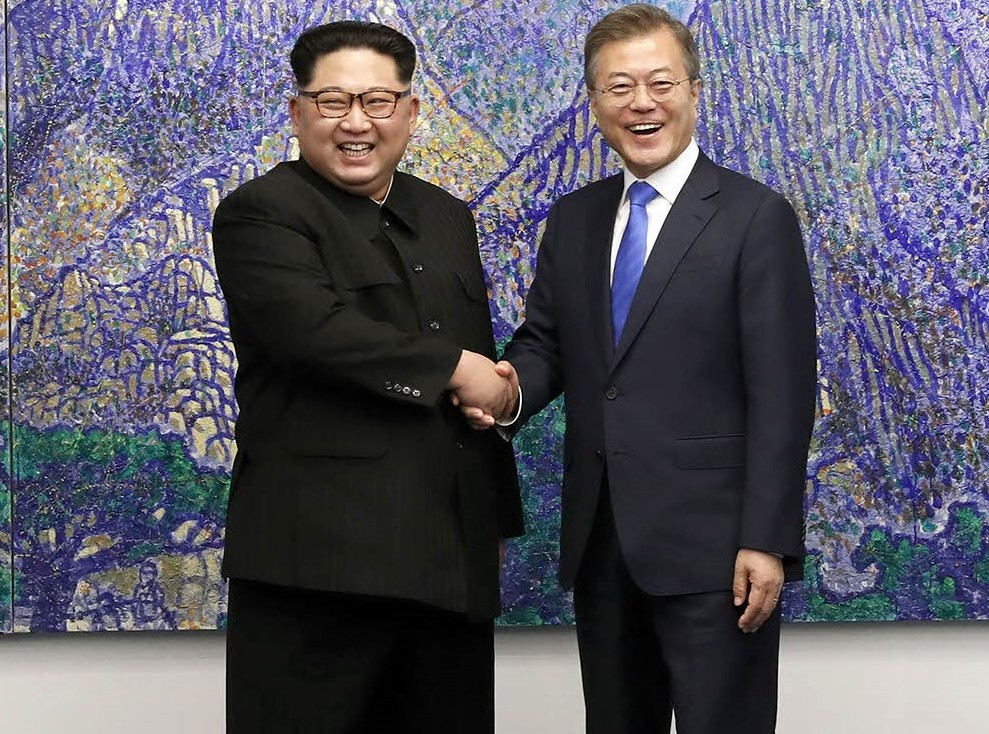
文在寅和金正恩2018年首脑会晤

1月30日，朝韓雙方決定暫時關閉位於朝鮮開城的南北共同聯絡事務所，韓國方面的工作人員亦在當日返回。對此，韓國統一部官員表示，是朝方先提出關閉意見。2月3日，韓國統一部發言人表示，韓國政府認為韓朝有必要攜手開展防疫工作，韓朝開通首爾-平壤直通電話替代因疫情而關閉的南北共同聯絡事務所，並于每天上午9時和下午5時通電話保持聯絡。
2月6日上午，駐韓美軍RC-12X偵察機在烏山空軍基地起飛，飛近非軍事區以南的江原道地區偵察，駐韓美軍此次執行任務旨在監視朝鲜相關防疫動向。
2月21日，大韓民國政府強調，將會視疫情狀況，討論兩方政府之醫療與技術合作。
2月28日，韓國開發研究院針對此次防疫狀態，邀請朝鮮專家召開協調會，協調重點包含「朝鮮的防疫措施」、「兩韓醫療與技術合作的可能性」。該協調會出席者包含漢陽大學醫學院教授李惠媛及畢業於朝鮮清津醫學大學的高丽大学公共政策研究所教授崔正勳，該協調會的專家一致認為朝鮮沒有確診病患主要是因為指靠臨床症狀觀察，並沒有足夠的快篩試劑進行檢測。
3月1日，大韓民國總統文在寅於梨花女子大學的三一節紀念儀式致詞時，就疫情問題表示，除了與鄰近的日本及東南亞國家合作以外，應優先與朝鮮共同攜手應對。文在寅重申「平壤共同宣言」，強調唯有韓朝攜手合作各個領域，朝鮮半島的安全與和平才會更加穩固。
韓國統一部於3月3日表示，針對向朝鮮援助的物資，與民間團體與國際機構協商中。針對相關的援助，韓國統一部表示將遵循相關程序進行，但截至當日尚未與朝鮮正式進行相關協商與接收相關需求物資的資料。翌日，韓國統一部更改先前說法，表示基於考量韓國國內感染情形及朝鮮當前局勢發展，推進南北談話、合作在現階段有難度，因此優先穩定國內疫情狀況，暫不考慮與朝鮮進行衛生合作磋商。5日，青瓦台證實朝鮮領導人金正恩於4日致親筆信給韓國領導人文在寅，信中除了慰問文在寅的健康狀況，亦表示相信韓國能戰勝疫情，對文在寅的友情與信任不變。青瓦台首席新聞秘書尹道漢表示，文在寅在5日也同樣發親筆信給金正恩。韓國聯合新聞通訊社指，兩韓領袖互通書信的情況較為罕見。
日本《讀賣新聞》於3月9日指出，朝鮮於文在寅的三一節談話後，向韓國請求口罩支援遭拒。對此，韓國統一部表示該報導毫無根據，重申韓國有意願進行兩韓醫事合作，但現階段並沒有朝鮮的支援請求或相關具體進行事項。
韓國共同民主黨國會議員於3月12日於韓國國會召開記者會指出，韓國政府可以考慮重新啟動開城工業地區生產民生物資，以應對相關疫情需求，當日下午「青瓦台請願留言板」超過萬人連署同意請求。對此，韓國統一部表示，在相關防疫下朝韓雙方人員在室內接觸有防疫漏洞，且指出相關原物料運輸及相關後續還需面臨朝韓協商與國際對朝鮮制裁亦是必須考量的問題。美國國務院對於口罩生產不足重啟開城園區以改善朝韓關係的相關訴求表示反對，並重申所有聯合國成員國必須履行聯合國安理會的決議。
韓國統一部於3月20日舉行例行記者會，副发言人曹惠实針對美國國務卿邁克·蓬佩奧所提及相關朝韓之醫學合作表示，韓國政府已多次向朝鮮提出人道互利合作，但朝鮮未提出相關援助要求，韩朝雙方未就此讨论合作事宜。
韓國外交部長康京和在12月5日出席國際戰略研究所發表演說，指朝鮮對韓國提出的防疫方案毫無反應，並稱朝鮮方在零確診狀況下卻持續強化防疫力道，「這有點奇怪」。對此，朝鮮勞動黨中央第一副部長金與正發表談話公開批評，康京和妄加置評撒謊簡直喪心病狂，只是讓兩韓關係雪上加霜。

### 朝日關係
埼玉市向幼兒園及托兒所相關人員配給口罩，承辦人表示因朝鮮學校不屬於市政管轄範圍，故不予配給，而受到《朝日新聞》採訪時表示，因儲備的口罩有限，故優先配給可被監管的機構。朝鮮透過在日本朝鮮人總聯合會向日本表達抗議，並於3月11日聯合朝鮮學校相關人士進行相關示威，且向相关部门遞交抗議書。對此，琦玉市政廳相關人士指出，將重新考量發放對象，並對於相關承辦人「可能會遭轉賣」的失言進行道歉。
對此，朝鮮政府於13日透過官方媒體抨擊日本政府的行為，對此表達不滿，更指出日本政府聯合民間組織在健康與安全問題上歧視朝鮮人民。埼玉市政府則於13日指出，有關防止新型冠狀病毒感染的口罩將改變方針，向此前不屬於發放對象的埼玉朝鮮初中級學校也進行發放，並表示不是因為有抗議才做出了應對，而是基於僅將市政府管轄的設施作為對象的想法無法預防感染的考慮。

### 朝中關係
朝鲜劳动党中央政治局1月31日决定，向中国共产党中央委员会发送了救灾支援资金。 2月1日朝鲜劳动党委员长金正恩就中国开展新型冠状病毒感染的肺炎疫情防控斗争一事，向中国共产党中央委员会总书记习近平致信函，向奋战在疫情防控工作一线的中国全体党员和医务工作者致以亲切问候，还向在疫情中失去亲人的家庭表示诚挚慰问。金正恩在信中说，“朝鲜党和人民把发生在中国的这次疫情当做自己的事感到痛心，像一家人、亲骨肉遭遇一样感同身受，真心愿意分享并帮助兄弟的中国人民经受的痛苦和考验”、“相信中国党、政府和人民在习近平总书记同志的坚强领导下，一定会战胜疫情，向总书记同志和中国共产党全体党员同志致以战斗问候，并祝愿中国人民安康幸福”。
2月6日，朝鮮中央廣播電臺表示，為了防止病毒透過水源感染朝鮮，緊急啟動對境內河流、湖泊等水源地的水質分析，防止含有病毒的污水跨境流入。10日，朝鮮中央通訊社指，經抽驗北漢江、鴨綠江及大同江的水質結果，並未發現病毒流入，且其水質之pH值、溶氧量、懸浮固體、氨氮等皆未超过國家環境保護標準。
朝鮮勞動黨委員長金正恩於5月7日向中共中央總書記習近平致口訊，表達對中國抗疫高度評價。隨後，習近平於5月9日致復謝口信，並表示中方願同朝方加強抗疫合作，並根據朝方需要提供力所能及的支援。
BBC指出，由於朝鲜几乎完全切断了与中国的贸易联系，朝鮮经济雪上加霜，金正恩在2021年時承认朝鲜“几乎所有部门”都未完成该国经济发展五年战略的目标，正在经历“史无前例”的困难。
2022年1月17日，據中华人民共和国外交部發言人趙立堅確認，延宕兩年的中朝貨運列車正式恢復運行。据韓聯社報道，衛星圖像顯示，當天一輛16節車廂的貨運車廂從中國遼寧省丹東邊境經中朝友谊桥抵達義州機場卸貨，疑似是第一輛自中國抵達的貨車。然而到了同年4月29日，由于臨近的遼寧省疫情升溫，列車再度停運。5月13日，因朝鲜疫情爆发，赵立坚发表声明中朝双方有守望相助的优良传统。中方愿同朝方一道，在抗击疫情过程中相互支持，加强合作。同时与朝方保持沟通，维护在朝中国公民的生命健康。

### 朝俄關係
2月26日，俄羅斯駐平壤大使館的大使馬歇各羅（Alexander Matsegora）透過俄通社-塔斯社表示，目前大使館收不到外交郵件，且急救站拿不到藥品和補給品箱，並表示外交工作已停擺，與朝鮮或其它國家大使館之間沒有會議、對話或談判，聯繫朝鮮政府的方式僅限於電話或將官方文件放入一個特殊的信箱。翌日，俄羅斯外交部透過推特表示，同意朝鮮政府的請求，捐贈了1500個新型冠狀病毒的檢測儀器。針對相關請求細節，俄羅斯並沒有公開相關的請求時間、運送管道等資訊。當日，俄羅斯衛星通訊社引述俄羅斯外交部消息人士稱，朝鮮外務省發出公文，指有意願從符拉迪沃斯托克國際機場執行撤僑計畫，其相關執行時間與細節仍未確定，且不開放給俄羅斯公民登機。
俄羅斯聯邦衛生部於3月12日發表聲明，表示俄罗斯政府已向包括烏茲別克和亞塞拜然在內的前蘇聯國家，以及伊朗、朝鮮和蒙古發送了800套檢測組，並指出該檢測組是由位於新西伯利亞的國營病毒與生物技術研究中心「維克多」製造，白俄羅斯和亞美尼亞皆曾利用這些工具檢測出確診案例。《美國新聞與世界報導》及《法國世界報》引述對朝鮮援助的非政府組織訊息指出，若朝鮮開始使用相關檢測組檢測後，有可能會打破「0確診」的說法。

### 朝德關係
2月28日，德國外交部表示，暫時關閉德國駐朝鮮大使館，其外交官及家人經俄羅斯海參崴返回歐洲。《南德意志報》指出，德國外交部表示這次暫時關閉不是因為擔心遭新型冠狀病毒感染，而是與朝鮮限制外交官員行動有關，並指出朝鮮的限制外交官行動可能違反「維也納領事關係公約」。美國有線電視新聞網引述消息指，法國駐北韓合作局、瑞士交流與合作辦公室將跟進德國的做法，陸續關閉其駐平壤的外交公館並返回歐洲。該報導稱，其他未從朝鮮撤離的國際組織或公館，亦會受疫情及相關政策影響而縮減功能。

### 朝美關係
2022年5月13日，美国国务院发言人表示，美方正关注朝鲜疫情相关报道，并对其将给朝鲜居民带来的影响表示担忧，美方一贯支持向朝鲜援助2019冠状病毒病疫苗。若COVAX向朝鲜分配美国捐赠的辉瑞疫苗，美方将对此表示支持。

### 與國際組織關係

#### 與世衛組織關係
世界衛生組織駐平壤辦事處於2月12日稱，至今未收到朝鮮通報當地出現新型冠狀病毒確診個案。駐平壤辦事處表示，在朝鮮政府的請求下，向當地醫護人員提供實驗室試劑，以及包括護目鏡、手套、口罩及保護衣等個人防護設備。駐平壤辦事處還補充說，世界衛生組織亦協助政府提供早期診斷等監控、隔離和治療等方針和技術支援。
2月14日，世界衛生組織駐平壤辦事處處長表示，自2019年12月底至2月9日這段期間，總計約有7281名旅客到訪朝鮮，其中有141人發燒，目前初驗為陰性。世界衛生組織於2月18日表示19日將與朝鮮駐日內瓦代表就疫情相關進行會晤。會晤後，世界衛生組織表示，朝鮮政府同其他國家一樣對疫情的發展感到擔心，並表示截至當日，朝鮮仍未有確診個案。
世界衛生組織於3月5日在巴黎召開會議，該組織緊急應對組表示，朝鮮雖未有確診病患，若發生確診情況時，已準備隨時前往朝鮮。韓國代表則在會議指出，韓國願意對朝鮮進行相關支援。
朝鮮保健省向世界衛生組織提交報告表示政府具備疫情相關檢測能力，世界衛生組織於4月2日表示朝鮮透過中國獲得聚合酶連鎖反應相關檢測，世界衛生組織亦向朝鲜進行設備援助。世界衛生組織駐平壤辦事處處長透過路透社表示，朝鮮截至當日已針對709人進行病毒檢測，其中包含11名外國人，並無出現任何確診病例。世界衛生組織亦指出，朝鮮曾於2月回報，已於6週內針對7300名旅客進行病毒檢測，其中有141人出現發燒症狀，但全數檢測結果呈現陰性。
4月23日，世界衛生組織表示朝鮮尚未通報任何確診個案，但有212人接受隔離。世界衛生組織駐平壤辦事處處長接受美國之音採訪表示，朝鮮保健省每周都有向世界衛生組織提交疫情報告，截至4月17日共有累計740人進行病毒檢測，結果皆為陰性，朝鮮仍維持零確診。
世界衛生組織於6月30日透過電子郵件向媒體表示，朝鮮境內自5月7日至6月19日共有922人接受檢測，其檢測結果皆為陰性，全境累計有25551人解除隔離，皆未發現任何確診病例。世界衛生組織駐平壤辦事處處長接受自由亚洲电台採訪表示，朝鮮境內截至7月9日為止，共有1117人接受檢測，其檢測結果皆為陰性。
世界衛生組織駐平壤辦事處在2022年5月12日得知朝鮮有確診者後，表示正在與朝鮮保健省討論疫情防治，尚未收到朝鮮政府完整的確診報告，並表示仍在持續與朝鮮政府分享 COVAX 疫苗資訊與朝方保持合作。
5月17日，谭德塞表示，世界衛生組織正在试图说服朝鲜，包括和厄立特里亚，开始接种新冠疫苗。他指出，“世卫组织对朝鲜进一步的疫情传播风险深感担忧”。目前朝鲜民众尚未接种疫苗，而且在朝鲜，相当一部分人具有潜在的可能恶化的疾病，若感染新冠，这些人的健康将会严重受到威胁。谭德塞称，世卫组织已要求朝鲜与之分享更多的疫情数据，但迄今为止没有得到任何回应。世卫组织曾提出向朝鲜和厄立特里亚提供疫苗、药品、检测和技术支持，但两国领导人尚未作出回应。世卫组织紧急情况负责人迈克尔·瑞安则指出，在朝鲜和厄立特里亚等国家，任何不受控制的疫情传播都可能导致新变种的出现，但除非各国接受帮助，否则世卫组织无能为力。

#### 與聯合國關係
聯合國糧食及農業組織駐平壤辦事處於2月13日針對朝鮮沒有確診案例提出懷疑，且表示朝鮮的隔離時間自15日延長至30日，造成國際組織駐平壤的機構都受到了影響。另外，聯合國糧食及農業組織駐平壤辦事處表示，世界衛生組織駐平壤辦事處的斯里蘭卡籍職員自1月經中國前往泰國，停留在駐曼谷辦事處，未回到朝鮮。
2月21日，聯合國兒童基金會發表「對新型冠狀病毒的國際應對」一文，指將提供朝鮮政府醫療用品，並於3月17日發表《東亞及西太平洋地區新型冠狀病毒疫情報告》，指為協助在朝鮮境內防疫經費共須84萬美元，該基金會目前只有籌到30萬美元且未在報告書提及具體相關協助內容。
2月24日，聯合國安全理事會對朝制裁委員會通過紅十字會與紅新月會國際聯合會向朝鮮提供醫療設備與診斷試劑的救援物資制裁豁免。26日，聯合國安全理事會對朝制裁委員會通過第二個被核准的制裁豁免待遇，係由無國界醫生申請的救援物資制裁豁免。29日，聯合國安全理事會對朝制裁委員會通過由世界衛生組織所申請的申請的救援物資制裁豁免。中國駐聯合國大使張軍則表示，在朝鲜沒有具體的說明之下，朝鮮政府的防疫存在著某種困難，美國等國家應對朝鮮採取更有彈性的措施，放寬對朝鮮的制裁，以一同面對疫情。
2月27日，聯合國人權理事會針對朝鮮防疫情形表示，朝鮮應與國際合作，並強調朝鮮政府擔心疫情感染而自我深化封閉的行為，反而會使朝鮮在國際間更為孤立。3月4日，聯合國人權委員會日本代表表示，擔心對於物資援助只有傳遞給朝鮮政府高層，美國智庫昆西治安責任研究所專家Jessica Lee則對於國際社會難以得知朝鮮真實疫情狀態，表示擔憂。聯合國人權理事會於3月9日在日內瓦召開會議，聯合國北韓人權狀況特別報告員指出朝鮮醫療資源有限，敦促朝鮮政府应開放醫療人員入境協助防疫，並指出若病毒在朝鮮傳播，可能會造成嚴重的結果。
聯合國人權理事會主席於3月12日記者會表示，受到疫情影響且世界衛生組織表示已有大流行趨勢，故對於原定隔周將進行審議歐盟提案的朝鮮人權決議案延後討論，該委員會截至去年已連續17年對於朝鮮人權議題進行制裁。

#### 與國際奧委會的關係
2021年3月，朝鮮宣佈以新型冠狀病毒疫情為由不參加同年7月舉行的2020年東京奧運會，被國際奧委會於同年9月8日以違反《奧林匹克憲章》決定暫停朝鲜奥委会參賽資格至2022年底，意味著朝鮮無法參加2022年舉行的北京冬奥会。

### 传言與回应

#### 疫情傳言
《自由韓國郵報》於2月6日指出，朝鲜確診新型冠狀病毒患者有7位，並表示平壤當局緊急中斷軍事訓練，並封鎖相關消息。報導指出，患者是曾在中國山東從事外幣兌換工作的朝鮮餐廳女服務員、以及駐青島領事館1名職員的妻子，兩人返朝後，與家人親屬接觸導致疫情擴散。隨後，「北韓-朝鮮經貿文化情報」表示，朝鲜於中華人民共和國領事館的分布中，並無報導所指的「青島領事館」，且餐廳的員工都是集體行動，並指《自由韓國郵報》是由脫北者李愛蘭所主辦的媒體。而朝鲜政府亦透過官方媒體《民主朝鮮》強調沒有確診病例，並表示對防疫工作不能掉以輕心。
2月7日，《韓國時報》指朝鲜首都平壤有1名朝鮮女性感染。《中央日報》指出該名確診個案曾到訪中國大陸，但當日朝鲜官方媒體朝鮮中央通訊社並未就此進行報導，進而發表「朝鮮加強新型冠狀病毒感染預防工作」一文，指中央應急防疫指揮部調整了防範新冠疫情的各小組的職能和分工。9日，韓國放送公社等媒體引述朝鲜外宣媒體《回聲》消息，指朝鲜嚴格防疫及監控疫情，並表示朝鲜目前沒有病毒感染案例。
2月13日，英国《每日邮报》引述韓國《東亞日報》报道称，朝鲜政府處決一名貿易官，該貿易官從中國返回朝鲜後，並未遵守相關隔離規定，擅自到公共浴場。韓國媒體《東亞日報》声称，一名朝鮮國家安全局的高階官員因隱瞞曾造訪中國大陸一事，遭流放至農場進行勞改。此前，据朝鮮中央通讯社报道，為防止病毒流入朝鮮境內，朝鮮提高防疫措施級別，並將隔離期從15天延長到30天。
2月16日，韓國《東亞日報》称，朝鮮邊境的新義州市出現首例確診病例，該名患者為貿易公司的一名員工，當局發現後立刻將新義州市封城，且傳該名患者已遭槍斃。朝鮮保健省局長隨後接受朝鲜中央电视台採訪时表示，該訊息有誤，朝鮮境內截至當日仍未有任何相關案例。翌日，《勞動新聞》再次引述中央應急防疫指揮部消息指，朝鮮目前尚未發現境內有感染案例，並指2019冠狀病毒病的傳播途徑多元且無法預測，所有部會及國民都應提高衛生警覺。世界衛生組織官员於19日在日内瓦的新闻发布会上称，没有迹象显示朝鲜出现感染病例。
瑞典《都市日報》於3月18日引述駐韓美軍司令羅伯特·艾布蘭消息指，從朝鮮的軍事活動來看，武裝部隊近30天沒有進行軍事行動，直到近日才又開始常規訓練，且朝鮮已有24天沒有讓飛機升空，認為朝鮮境內一定有人遭到感染，而英国《每日郵報》則引述前美國中情局朝鮮專家Jung H. Park消息指，朝鮮不可能完全沒有確診病例，金正恩的聲明可能只是想分散國際社會對北韓經濟、侵犯人權等議題的關注。韓國統一部對於疫情是否擴散朝鮮指出，若朝鮮有病例會向世界衛生組織通報，針對駐韓美軍的推斷則表示，無法確認朝鮮军队是否舉行冬季訓練，並表示對於金正恩的動向一無所知。
日本《讀賣日報》於3月29日引述消息稱，朝鮮邊境士兵有逾百人疑似被感染身亡，疫情早已透過邊境傳入北韓，相關確診數字與官方公布的有所不同，翌日韓國統一部針對此消息表示該訊息須被證實，並指出將會針對此訊息了解北韓相關防疫動向。韓國媒體《朝鮮日報》則在31日引述消息稱，3月初在北韓咸鏡北道清津發生一家五口疑似症狀在家中隔離，朝鮮政府沒有給予相關治療，一家人慘死家中。該消息另指出，朝鮮在中國及俄羅斯協助之下取得試劑，主要針對平壤的疑似個案採檢，其中不少人都呈陽性，但由於缺乏醫療設備，北韓較落後的地區無法進行篩檢。
日本媒體《產經新聞》於4月25日引述脫北者組織「朝鮮人民解放陣線」訊息，表示朝鮮境內已有267人因2019冠状病毒病病逝，還有4萬8528人被隔離，該組織稱訊息來源是來自於4月10日發表的一份朝鮮疫情現況幹部報告書，並指出在4月1日接獲通報，朝鮮政府限制社會活動，例如直到6月底都不能有人民集會，以及下令民眾每天都要戴口罩和勤洗手，但這份數據未得到官方證實。

#### 走私傳言
「每日北韓」於2月3日引述平安北道消息人士消息指出，朝鮮有1間貿易公司透過新義洲市海關官員的幫忙，向中國商人要求走私韓國生產的口罩，中國商人便提供了LG集團所生產的KF94口罩。韓國聯合新聞通訊社則於2月5日引述朝鮮媒體《勞動新聞》訊息指，朝鮮政府採取緊急措施，平壤服裝工廠、萬景台服裝工廠等動用一切可用資源生產口罩，江東服裝工廠和寺洞服裝工廠每天生產數萬片口罩。
2月12日，韓國聯合新聞通訊社引述朝鮮外宣媒體《回聲》介紹有關平壤火車站的衛生宣傳和防疫工作稱，火車站要求工作人員和旅客務必佩戴口罩，禁止不戴口罩人員出入。針對朝鮮自製防護用品，韓國媒體分析表示功效尚未獲得驗證，亦有可能不符合國際標準。
韓國因為疫情造成口罩短缺，韓國媒體YTN於3月4日播報朝鮮防疫措施時，新聞引用朝鮮中央電視台的報導畫面，發現新聞畫面當中的朝鮮醫療人員帶有金百利克拉克旗下於韓國「Yuhan Kimberly」所生產的口罩，引起爭議。當日，「每日北韓」再次重申先前的走私口罩訊息並於報導指，走私行動由朝鮮民主主義人民共和國人民武力省旗下貿易機構金鳳石英公司負責，該走私行動於3月1日經由新義州海關運送入境，朝鮮共約有40多名女兵於當晚隨即重新包裝口罩，並拆去貨品的韓國商標，偽裝成朝鮮產口罩後送到平壤供軍隊使用。
韓國統一部召開例行記者會指，韓國並未向朝鮮提供與支援防疫口罩，也沒有民間團體提出向朝鮮資源援助的申請，並指現行朝鮮防疫人員所佩戴的口罩為朝鮮自主研發的。韓國統一部於記者會表示，針對朝鮮配戴韓國製造的口罩可能是在疫情之前透過不同途徑自中國進入當地，並非是近日所發生的事情，而Yuhan Kimberly經韓國統一部調查後，確認該公司沒有向朝鮮出口口罩，按韓國現行法規，該類報導已定調為「假新聞」，將要求相關播報媒體進行更正報導與加強事實查核，或考慮採取法律措施進行仲裁。

#### 援助傳言
4月初，韓國某YouTuber在YouTube上傳影片，表示韓國每天生產100萬片儲備口罩，準備對朝鮮進行相關援助引起討論，影片所攝之相關企業透過採訪表示，目前該公司產線為一天45萬片，影片所提之相關資訊並非事實。4月9日，韓國統一部對此影片進行事實查核，表示截至當前政府機關或是民間機構，都未有相關口罩援助計畫的申請，並表示該影片會造成社會不安與混亂，判斷該影片為假訊息，將採取適當的應對措施。

#### 搶購傳言
4月13日，中國媒體新華社播報朝鮮境內狀況，指出已採取隔離境內外國人員、禁止聚眾就餐和在公共場所聚會、積極向民眾普及防疫知識、大力生產口罩等防疫物資等措施，而平壤的路人亦全面配戴口罩，平壤的大成百貨亦沒有發生物資搶購潮。
NK News網站引述平壤消息人士稱，當地民眾紛紛反映食品和必需品被搶購一空，缺少蔬菜、麵粉、糖等主要食品。搶購最初令進口水果和蔬菜短缺，後來其他商品也缺貨。對此，朝鮮為了闢謠，特地找來當地知名YouTuber「Echo DPRK」拍攝當地超市，只見超市內架上的貨物一應俱全。「Echo DPRK」採訪在店內採購的民眾，據他們表示根本沒有物價飛漲的問題，有些東西甚至降價，該超市店員亦指出所有物品的供貨都非常充足。

#### 射殺中國人傳言
2022年4月22日，國際性非政府組織自由之家表示他們推測朝鮮於2021年7月在封鎖邊境防疫期間開槍射殺了三名在中朝邊境躲避颱風的中國船員。

## 爭議

### 向日本海發射不明飛行物
朝鮮於3月多次朝日本海進行飛彈試射，韓國軍方批評朝鮮於疫情期間所進行的軍事行動「非常不恰當」。對於朝鮮的行為，韓國執政黨共同民主黨表示，不只兩韓，全世界都在防止冠狀病毒擴散，此刻朝鮮單方面的維權行為是錯誤的，在野的未來統合黨則表示韓朝雙方應在醫療保健體制上攜手合作。正義黨指出，朝鮮不應拒絕韓國政府所釋出的善意，並指出韓國政府應提出積極合作外的方案，國民之黨則表示，身為同民族不應造成朝鮮半島局勢緊張，朝鮮的行為無法避免國際社會的孤立和指責。

### 高麗航空出境臨時取消
朝鮮政府於3月2日表示，此次臨時航班乘客主要由想要離開朝鮮的駐朝國際機構、部分歐洲國家外交使團工作人員自願報名組成，預計3月6日由高麗航空執飛。據中國中央電視台訊息指，該航班為自朝鮮的平壤國際機場臨時飛至俄羅斯海參崴的符拉迪沃斯托克國際機場，並原定於6日上午8時30分執飛。
美國有線電視新聞網引述訊息指，該航班因不明原因遭俄羅斯相关部门取消。該報導指出，俄羅斯外交部未對此內容進行確認，亦未回應與朝鮮有關的評論。而針對相關航班，美國有線電視新聞網指出，高麗航空已於3月9日上午10時50分執飛，並於當日中午12時20分返回平壤，消息人士指出此次航班約有100人搭乘，對於具體搭乘人數並不清楚。俄通社-塔斯社報導指出，約有60名外交機構人員搭乘該次航班離開朝鮮。

### 向中國警告越界通知書
具法輪功背景的媒体新唐人电视台称，中华人民共和国政府3月4日通知朝鮮邊境的村民，稱朝鮮已經通告中方，朝鮮國內對相關疫情的防控已提升至最高水平，也要求中方加強邊境管控，如果發現有人越境，朝方將直接開槍擊斃。翌日，中国大陆媒体財新傳媒指出，吉林省通化市集安市青石鎮政府否認曾發這份通知書。該政府不具名幹部推測，也許是當地村幹部或組長為了加大呼籲力道才印發通知書，通知書數量不多，主要是針對靠近江邊的養殖戶。至於是否真的收到朝鮮發函通知，該幹部表示未收到正式文件。

### 媒體疑似合成口罩照片
《民主朝鮮》於2月12日公開照片，相片中人士均帶上口罩，其中一張照片為朝鮮演員金正花於平壤話劇電影大學指導學生演戲。
對此，「每日北韓」於3月6日對該照片提出質疑，指出該照片為合成出的，且合成得相當不自然。該報還指出，朝鮮官方宣傳媒體都有刊登口罩合成照，形容「平壤的政治宣傳家開始發揮創意」。而韓國統一研究院對此指出，朝鮮政府建議居民戴上醫療用口罩，但實際上戴的口罩似乎不夠。英國肯特大學鑑識學資深講師吉布森則指出，朝鲜媒体發布的7張宣傳照都有問題。

### 中國停工造成脫北風險
「每日北韓」於3月4日報導指，朝鮮位在中國遼寧省、吉林省的工廠和飯店自1月24日開始停工後，復工時間仍未確定。據瞭解，朝鮮政府為防止「2016年浙江寧波的朝鮮餐廳13名員工脫北事件」重演，當局向管理幹部下達了徹底管控工人舉動的指令。報導表示，在中國的朝鮮勞工無論是否有工作，都需要向朝鮮政府繳交約佔工資百分之五十的黨費，若未繳費還將受懲罰，部分朝鮮勞工經理對此表示，在無法復工又沒薪水的狀況下，脫北對勞工而言，是比受罰更好的選項。4月初有消息指出，朝鮮政府已開始針對在中國的朝鮮餐廳進行相關復工準備，並要求員工必須配戴口罩。